# Kiotina kelloggi
Kiotina kelloggi és una espècie d'insecte plecòpter pertanyent a la família dels pèrlids.
Durant el seu estadi immadur és aquàtic i viu a l'aigua dolça, mentre que com a adult és terrestre i volador. Es troba a Àsia.